# اورنگ‌زیب
اُوْرَنگ‌زیب عالَمگیر یا عالمگیرِ اعظم (زادهٔ ۳ نوامبر ۱۶۱۸ – درگذشتهٔ ۳ مارس ۱۷۰۷) عنوان و لقب محی‌الدین محمد، ششمین امپراتور گورکانی هند بود که بین سال‌های ۱۰۶۷ تا ۱۱۱۸ ه‍.ق/۱۶۵۸ تا ۱۷۰۷م حکومت کرد. اورنگ‌زیب به معنای زیبندهٔ اورنگ (برازندهٔ تختِ پادشاهی) است. در دورهٔ حکومت عالمگیر دولتی بسیار وسیع، جنگ‌طلب و مذهبی جلوه‌گر شد. او یک شخص بسیار مذهبی بود که همهٔ تلاش خود را کرد که هندوستان را متحد و به یک کشور اسلامی تبدیل کند. همچنین در دورهٔ وی امپراتوری گورکانی آخرین امپراتوری عصر طلایی اسلام در جهان بود. او سومین پسر شاه‌جهان و همسر ایرانی‌اش ارجمندبانو ملقب به ممتاز محل بود که بنای زیبای تاج‌محل به یاد او ساخته شد.

## به قدرت رسیدن

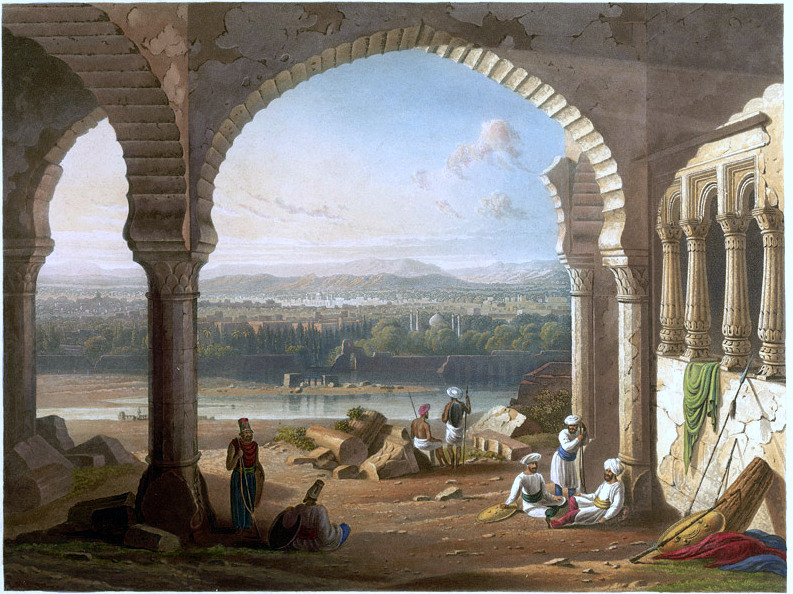
کاخ اورنگ‌زیب

شاه‌جهان در رمضان ۱۰۶۸ ه‍.ق (۱۶۵۸م) بیمار شد و میان فرزندانش رقابتی خونین برای تصاحب تاج و تخت درگرفت. داراشُکوه پسر بزرگتر به‌طور طبیعی جانشین او شناخته می‌شد. اما برادر دوم شاه شجاع در بنگال اعلام جانشینی پدر کرد. سپاهیان شاه‌جهان و دارا شکوه به نبرد با شاه‌شجاع پرداختند و او ناگزیر به عقب‌نشینی شد.
بلافاصله جوانترین پسر مراد بخش با قول پنهانی حمایت از اورنگ‌زیب که پسر سوم بود در گجرات اعلام پادشاهی کرد. اورنگ‌زیب به ظاهر در حمایت از مرادبخش از اورنگ‌آباد به سمت شمال تاخت. شاه‌جهان رسماً اعلام کرد که داراشکوه جانشین او است و تاج‌وتخت را به او سپرده‌است. اما اورنگ‌زیب اعلام کرد که داراشکوه حکومت را غصب کرده‌است و به‌سوی پایتخت تاخت. حاکم راجپوت برای جلوگیری از پیشروی اورنگ‌زیب و مرادبخش به نبرد با آنان پرداخت. اورنگ‌زیب او را شکست داده و تمرکز خود را بر سپاه داراشکوه افزایش داد. پس از آن با مجموعه‌ای از جنگ‌های خونین، سپاه دارا شکوه را درهم کوبید. او از ترس جان به دهلی گریخت و شاه‌جهان را در آگره پشت سر گذاشت. پادشاه پیر در قلعهٔ آگره به محاصرهٔ نیروهای پسرش اورنگ‌زیب درآمد. اورنگ‌زیب از ملاقات با پدر سرباز زد و اعلام کرد برادرش داراشکوه از دین خارج شده‌است. سپس با وعده اهدای هدایای ارزشمند، هم‌پیمان خود مرادبخش را فراخواند. اما او را گرفته و به زندان افکند و خود به دهلی رانده به سلطنت نشست.
اورنگ‌زیب پس از سه‌سال زندانی کردن مرادبخش او را کشت. او نبردهای سنگینی با داراشکوه کرد که عاقبت با خیانت یکی از سران سپاه داراشکوه، توانست او را اسیر کند و پس از چند سال زندان و تحقیر، از آنجایی که هنوز او را رقیبی برای خود می‌دید اعلام کرد که مرتد است و عده‌ای از متعصبین شبانه او را کشتند. اورنگ‌زیب به شاه‌شجاع در ابتدا فرمانروایی بنگال را پیشنهاد کرد. اما از آنجایی که شاه‌شجاع می‌دانست وعده برادرش توخالی است به نبرد با او ادامه داد اما شکست خورد و به برمه گریخت تا از آنجا به مکه و سپس به ایران برود. اما به دست فرمانروای برمه کشته شد؛ و شاه‌جهان نیز در سال ۱۰۷۶ ه‍.ق / ۱۶۶۶م در حبس درگذشت.

## روش حکومت‌داری
اورنگ‌زیب در توسعهٔ قلمرو خویش کوشید. او سنت تساهل‌وتسامح که اکبر شاه برقرار کرده بود را زیر پاگذاشت و در برپایی قوانین شریعت اصرار به‌خرج داد. در مذهب سنت بسیار تعصب داشت و دوباره دستور داد از هندوها جزیه گرفته شود.
گفته می‌شود او از موسیقی و دیگر هنرها متنفر بود و دستور داد چندین معبد هندو تخریب شوند. از جمله دستور داد معبد ویشوانات را ویران کرده و روی آن مسجد بسازند.
اورنگ‌زیب در زندگی شخصی خود، اصولگرای افراطی نبود. او شراب می‌نوشید و ساز وینا می‌نواخت. اما برای پوشاندن اشتباهات سیاسی و تحکیم قدرت خود به ابزار دین متوسل می‌شد و مسائل مذهبی را دامن می‌زد.

## جانشین
اورنگ‌زیب درباری باشکوه ترتیب داد و پس از نزدیک به ۵۰ سال پادشاهی، عاقبت در احمدنگر از شهرهای مهم آن زمان دکن درگذشت.
بعد از او دومین پسرش محمد معظم با لقب شاه عالم بهادرشاه به‌سلطنت نشست. در واقع با اورنگ‌زیب دوران پرشکوه امپراتوری گورکانی که آخرین امپراتوری عصر طلایی اسلامی در جهان بود به پایان رسید و از او به‌عنوان آخرین پادشاه بزرگ سلسله گورکانیان هند یا امپراتوری مغول کبیر هند یاد می‌شود.